# Annie Četiri Pištolja
Annie Četiri Pištolja je stripovski lik koji se često pojavljuje na stranicama Malog Rendžera.

## Biografija
Gotovo karikatura slavne Calamity Jane, pojavljuje se nekoliko puta u sagi o Malom Rendžeru. Izgleda kao stara i bizarna dama, potpuno naoružana, sa smiješnom i malom ženskom fizionomijom. Udovica od sedam muževa, u potrazi je za da će uskoro pronaći osmog. Njezini napori su, međutim, okovani raznim neuspjesima, što je ponekad dovodi do agresivnog stava prema muškarcima, a posebice prema rendžeru Frankieju Bellevanu, predodređenom da bude glavni predmet njezine pažnje.
Ali Annieina složena osobnost ne prestaje tu. Ne tako često ona zna kako biti vrlo slatka sa svojim voljenima, osobito s Malim Rendžerom i Clarettom Morning, koji je nazivaju nježno tetkom. Vješta u pucanju, ona se također zna kako se boriti s hrabrošću i često joj te sposobnosti dopuštaju da se snalazi čak i u najtežim situacijama. Kao i Frankie Bellevan, ona koristi šaroliki jezik koji ju čini autentičnom staricom, jednom od najzabavnijih protagonista serije.